# Friedrich Haffer
Friedrich „Fritz” Haffer (n. 26 mai 1914, data și locul decesului necunoscute) a fost un handbalist de etnie germană care a jucat pentru echipa națională a României. Haffer a fost component al selecționatei în 11 jucători a României care s-a clasat pe locul al cincilea la Olimpiada din 1936, găzduită de Germania. El a jucat în toate cele trei meciuri disputate de România.
Fritz a fost fratele lui Karl Haffer, membru și el al naționalei României care a participat la Olimpiada de la Berlin.
La nivel de club, Fritz Haffer a fost component de bază al echipei Hermannstädter Turnverein(de) (Societatea de Gimnastică Sibiu) din Sibiu.